# Sven Lindberg
Sven Karlsson Lindberg (ur. 20 listopada 1918 w Sztokholmie, zm. 25 grudnia 2006 tamże) – szwedzki aktor i reżyser filmowy. Na 29. ceremonii rozdania Złotych Żuków w 1994 roku zdobył nagrodę za pierwszoplanową rolę męską w filmie Glädjekällan.

## Wybrana filmografia
- Noc – moja przyszłość (Musik i mörker, 1948)
- Marzenia kobiet (Kvinnodröm, 1955)
- Musik ombord (1958)
- Twarzą w twarz (Ansikte mot ansikte, 1976)
- Glädjekällan (1993)